# Selengarhynchus ovalis
Selengarhynchus ovalis is een keversoort uit de familie bastaardsnuitkevers (Nemonychidae). De wetenschappelijke naam van de soort werd in 2009 gepubliceerd door Gratshev & Legalov.